# Archmail
Archmail was volgens de legende, zoals beschreven door Geoffrey van Monmouth, koning van Brittannië. Hij werd voorgegaan door koning Beldgabred en werd opgevolgd door zijn zoon Eldol. Archmail regeerde van 163 v.Chr. - 157 v.Chr..